# 6e régiment d'artillerie de marine
Pour les articles homonymes, voir 6e régiment et Rama.
Le 6e régiment d'artillerie de marine ou 6e RAMa est un régiment d'artillerie de marine de l'armée de terre française. Il est créé en 1903 en Afrique-Occidentale française (AOF) et fusionne avec le 5e régiment interarmes d'outre-mer en 1979. Il était précédemment désigné 6e régiment d'artillerie coloniale.

## Création et différentes dénominations
- 28 décembre 1900 : création des 1er, 2e et 3e groupes d'artillerie coloniale de l'AOF[1]

- 19 septembre 1903 : création sous le nom de régiment d’artillerie coloniale d’AOF[1]
- 1er janvier 1904 : renommé 6e régiment d’artillerie coloniale[1]
- 1er décembre 1958 : renommé 6e régiment d’artillerie de marine[1]
- 1er juillet 1960 : renommé 1/6e régiment d’artillerie de marine[1]
- 1er décembre 1961 : renommé 6e régiment d’artillerie de marine[1]
- 1er juillet 1964 : renommé 6e groupe d'artillerie de marine (6e GAMa)[1]
- 31 décembre 1964 : dissous[1]
- 1er juin 1966 : deuxième formation du 6e groupe d'artillerie de marine avec la 6e batterie autonome d'artillerie de marine[1], la 60e BAAMa, le 60e PTAMa[Quoi ?] - en garnison Djibouti (CFS - TFAI)
- 1er janvier 1970 : renommé 6e régiment d’artillerie de marine, troisième formation par changement de nom du 6e G.A.Ma
- 1er octobre 1979 : fusion avec le 5e RIAOM. L’étendard est conservé dans la salle d'honneur du 5e RIAOM au Quartier Briére de L'Isle à Ambouli et non pas au musée de l'Armée aux Invalides.

## Historique des garnisons, combats et bataille du6eRAMa

### Jusqu'à la Première Guerre mondiale
Il prend garnison le 19 septembre 1903 à Dakar.

### Première Guerre mondiale
En juillet 1914, le régiment compte sept batteries : une batterie de montagne à Kati, deux batteries montées de canons de 75 et quatre batteries à pied à Dakar. L'effectif est de 26 officiers, 94 sous-officiers, 388 hommes du rang européens et 576 sous-officiers et hommes du rang indigènes.
Le régiment participe à la campagne d'Afrique de l'Ouest, contre les colonies africaines allemandes. Il engage une section de canons de 80 dans la conquête du Togoland (août 1914) et une batterie de 80 dans la campagne du Kamerun (août 1914-février 1915). Il envoie également quelques détachements dans des opérations de police coloniale.
En août 1914 le 6e RAC renforce le 3e RAC en France, avec un groupe mixte. En 1915 il renforce l'artillerie lourde sur voie ferrée avec ses batteries côtières sur le front français[réf. souhaitée].

### L'entre-deux-guerres
En 1939, le régiment est équipé de 75 canons : douze canons de montagne (65 modèle 1906 sur mules et 75 modèle 1919 sur camionnettes), quatorze canons de campagne (75 modèle 1897 tractés tous-terrains), quatre canons anti-aériens (90 modèle 1932 (en)) et trente-cinq canons de côte (divers calibres, du 95 modèle 1892 au 240 modèle 1906). Il est basé à Dakar, avec deux groupes à Saint-Louis du Sénégal et des batteries détachées à Kindia et Bobo-Dioulasso.

### La Seconde Guerre mondiale
La 31e batterie de Bobo-Dioulasso (Haute-Volta), sous les ordres du capitaine Laurent-Champrosay, rallie les FFL par la Gold Coast. Elle participe à la campagne du Gabon. Devenue, en mai 1941, batterie d'artillerie de la 1re division légère française, elle entre en Syrie puis est incorporée en décembre 1941 au 1er régiment d'artillerie des forces françaises libres,.
En avril 1940, le 2e groupe du 6e RAC devient GACSM (groupement d'artillerie coloniale Sénégal-Mauritanie) et en avril 1941, le 3e groupe devient GACTDN (groupement d'artillerie coloniale du Togo-Dahomey-Niger). En juin 1943, le groupe d'artillerie colonial du Soudan-Mauritanie devient le 3e groupe du 6e RAC.
Fin 1944, le 6e RAC participe au massacre du camp de Thiaroye. 

### De 1945 à nos jours
- En 1958, le régiment est en garnison à Dakar, Rufisque et Atar. En 1960, une batterie du 1/6e RAMa est affecté au 6e GSM à Djibouti. Le 1/6e régiment d’artillerie de marine participe à Thiès au Sénégal à la création de la 4e BAAMa (batterie autonome d'artillerie de marine), qui devient 9e BAAMa à Atar. Le 6e RAMa est dissous en 1964.

- Il est recréé à Djibouti en 1966 sous le nom de 6e groupe d'artillerie de marine, puis 6e régiment d'artillerie de marine en 1970[1]. En 1975, le régiment est formé d'une batterie d'obusiers de 155 mm modèle 1950, d'une batterie de 105 HM2 et d'une batterie sol-air équipée de canons de 40 mm Bofors et de monotubes de 30 mm HSS, ainsi que d'une batterie tournante issue du 11e RAMa ou du 35e RAP, relevée tous les quatre mois[11].
- Le 1er octobre 1979[réf. nécessaire] : fusion avec le 5e RIAOM, l'ex-6e RAMa forme la 2e batterie et la 6e batterie du régiment interarmes[12].
- En 1992, les deux batteries de tir était au 5e RIAOM, toutes deux à la Doudah - La batterie sol-sol équipée de 155 BF 50 et de 105 HM2 - La Batterie sol-air en canons de 40 mm Bofors, de monotubes de 30 mm et de missiles Stinger.
- À partir de 1998, l’appui d'artillerie sol-sol et sol-air n’est désormais représenté que par la batterie mixte du 5e RIAOM, unité tournante[12].
- En 2011 la 2e batterie, unité de défense sol - air en mission de courte durée, équipée de 12 postes de tir de missile Mistral et de NC1 30 MARTHA[13], appartient au 5e RIAOM. Ainsi que la 6e batterie, unité d'artillerie sol - sol en mission de courte durée, 4 canons 155 TRF1 et 4 mortiers de 120 mm, camions VLRA, Jeep P4[réf. nécessaire].

## Insigne du6erégimentd'artillerie marine

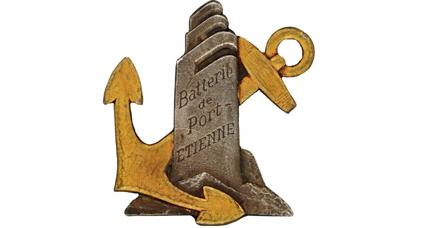
6e R.A.C, Batterie de Port Étienne. Ancre dorée lisse monument argenté.
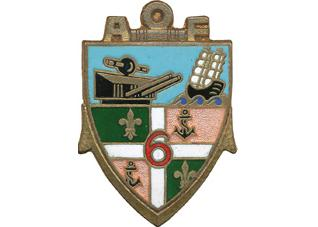
Ecu ciel bleu tourelle vaisseau noirs fleurs de lys sur fond vert ancres sur fond orange croix blanche au 6 rouge AOF en chef (Version Afrique Occidentale Française).
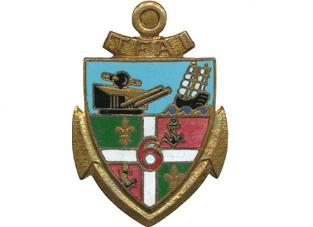
Version territoire Français des Afars et des Issas.
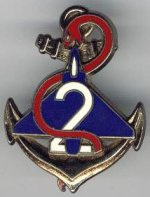
Insigne de la 2e Batterie sol-air.
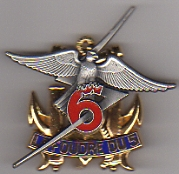
Insigne de le 6e batterie sol-sol du 5e R.I.A.O.M.

- Version Afrique Occidentale Française.
- Version Côte française de Somalie Version Territoire français des Afars et des Issas
- L'insigne qui est présenté comme insigne de l'unité est la version après l'indépendance de Djibouti

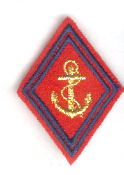
Insigne d'épaule de l'artillerie de marine.

## Drapeau du régiment
Il porte, cousues en lettres d'or dans ses plis, les inscriptions suivantes :

## Décorations
Sa cravate est décorée:

## Traditions
La fête des troupes de marine
- Elle est célébrée à l'occasion de l'anniversaire des combats de Bazeilles. Ce village qui a été quatre fois repris et abandonné sur ordres, les 31 août et le 1er septembre 1870.

Et au Nom de Dieu, vive la coloniale
- Les Marsouins et les Bigors ont pour saint patron Dieu lui-même. Ce cri de guerre termine les cérémonies intimes qui font partie de la vie des régiments. Son origine est une action de grâce du Révérend Père Charles de Foucauld, missionnaire, voyant arriver à son secours les unités coloniales un jour où il était en difficulté avec une tribu locale.

## Personnalités ayant servi au régiment
- Jean-Claude Laurent-Champrosay (1908-1944), compagnon de la Libération,

- Albert Grand (1914-1998), compagnon de la Libération.

## Galerie Photos

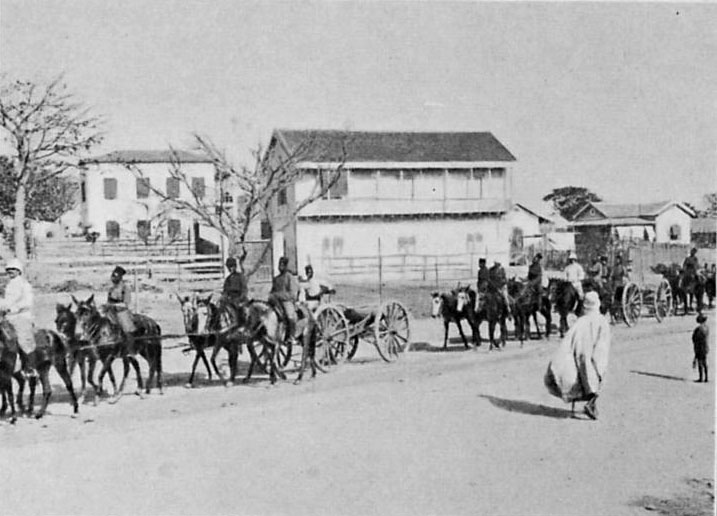
« Artillerie indigène défilant à Dakar. Le 6e régiment d'artillerie coloniale est composé mi-partie de noirs et de blancs » (1912).
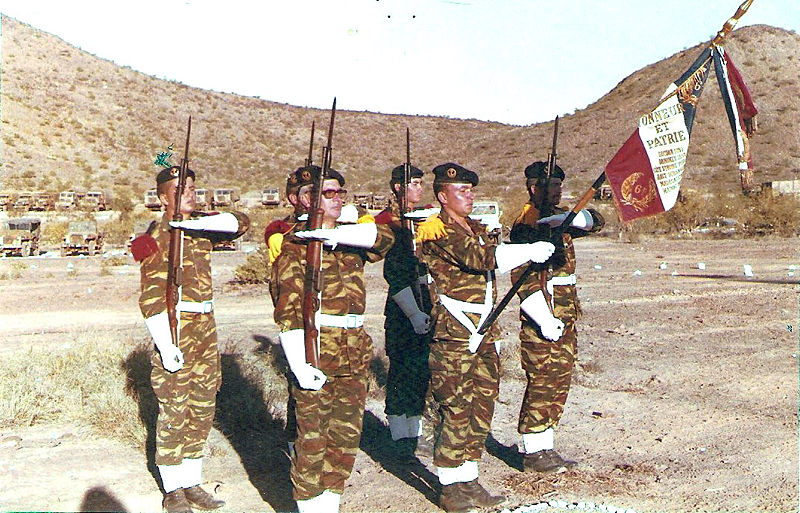
Garde du drapeau du 6e R.A.Ma 1979 (le Lieutenant J.Reungoat porte étendard.)
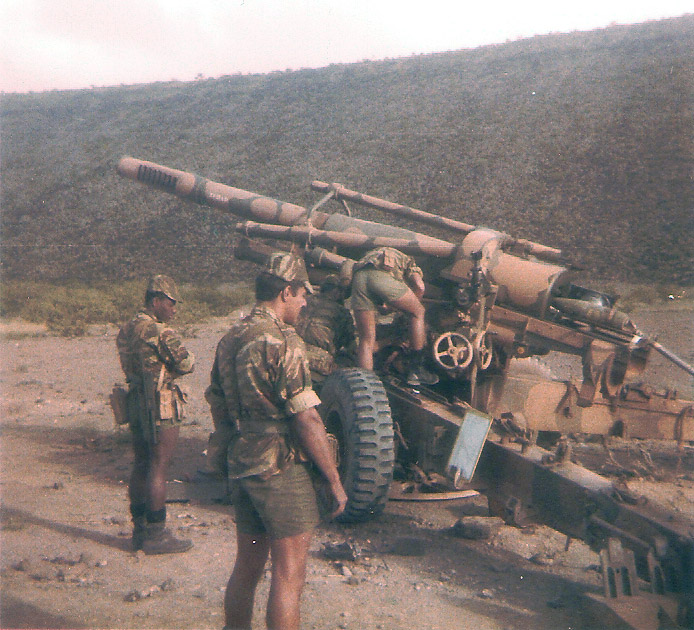
Obusier de 155 mm BF 50 en batterie du 6e R.A.Ma Djibouti 1979
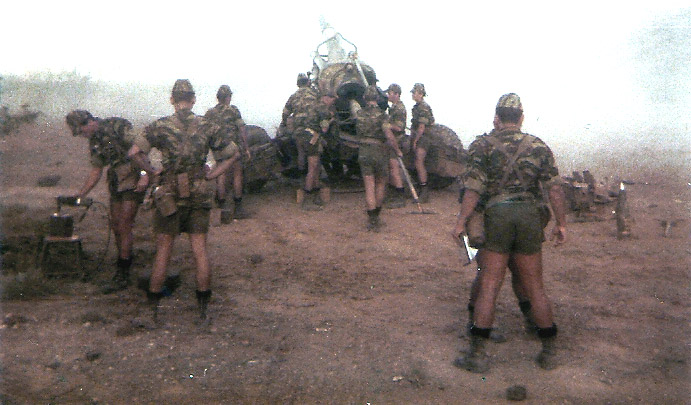
Obusier de 155 mm BF 50 en pleine action avec ses servants (bigor)
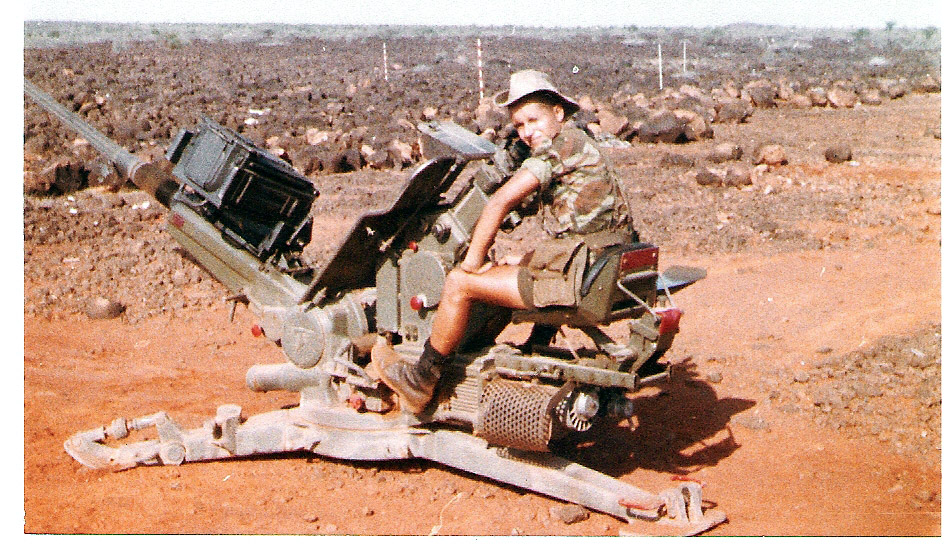
Monotube de 30 mm HSS en protection de l'aéroport de Djibouti en 1979

## Sources et bibliographie
- Général de Brigade Jean Reungoat. La Magdelaine 22690 Pleudihen-sur-Rance, ancien lieutenant au 6e R.A.Ma.
- Henri Vaudable, Histoire des troupes de marine, à travers leurs insignes: Des origines à la fin de la Deuxième Guerre mondiale, Service historique de l'armée de terre, 1995 (ISBN 978-2-86323-092-3, lire en ligne).